# Mads Pieler Kolding

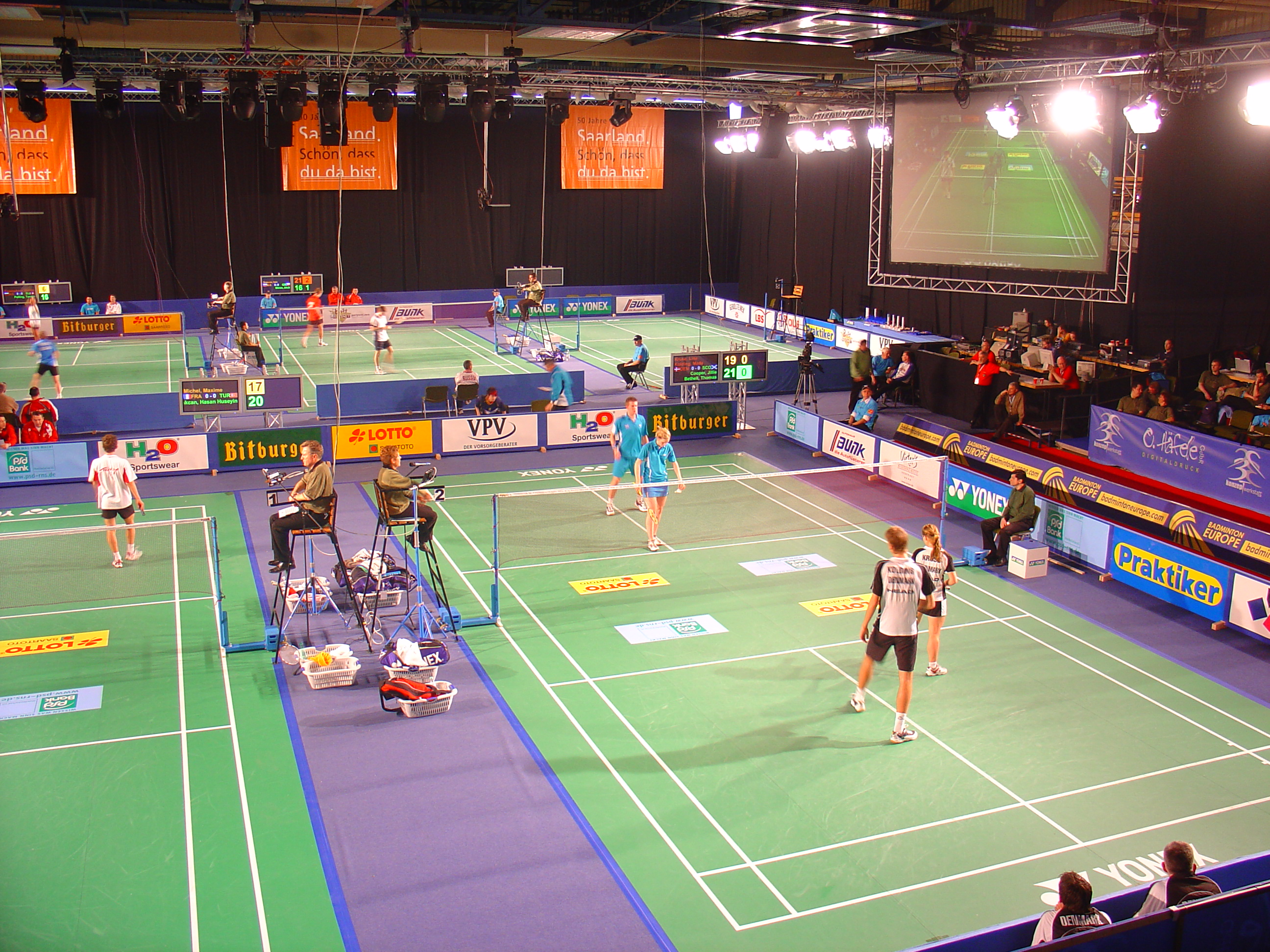
Mads Pieler Kolding mit Line Damkjær Kruse (vorn) im Spiel gegen Jillie Cooper und Thomas Bethell.

Mads Pieler Kolding (* 27. Januar 1988) ist ein dänischer Badmintonspieler.

## Karriere
Mads Pieler gewann nach neun Titeln bei nationalen Nachwuchsmeisterschaften 2007 Silber und Bronze bei den Junioreneuropameisterschaften. 2007 war er auch bei den Greece International und den Hungarian International erfolgreich. 2009 siegte er bei Scottish Open, den Dutch International, Dutch Open, Croatian International, Czech International und Irish Open. 2010 war er erneut bei den Dutch International erfolgreich und gewann erstmals die Swedish International Stockholm.

## Sportliche Erfolge
| Saison    | Veranstaltung                                    | Disziplin    | Platz | Name                                                         |
| --------- | ------------------------------------------------ | ------------ | ----- | ------------------------------------------------------------ |
| 2000/2001 | Dänemark: Einzelmeisterschaften der Junioren U13 | Herrendoppel | 1     | René Boye Faber, Tuse / Mads Pieler Kolding, Holbæk          |
| 2002/2003 | Dänemark: Einzelmeisterschaften der Junioren U15 | Mixed        | 1     | Mads Pieler Kolding, Holbæk / Line Damkjær Kruse, Viby J     |
| 2003/2004 | Dänemark: Einzelmeisterschaften der Junioren U17 | Herrendoppel | 1     | Mads Pieler Kolding, Holbæk / Mads Conrad-Petersen, Erritsø  |
| 2003/2004 | Dänemark: Einzelmeisterschaften der Junioren U17 | Mixed        | 1     | Line Damkjær Kruse, Viby J / Mads Pieler Kolding, Holbæk     |
| 2004/2005 | Dänemark: Einzelmeisterschaften der Junioren U17 | Herrendoppel | 1     | Mads Conrad-Petersen, Erritsø / Mads Pieler Kolding, Holbæk  |
| 2004/2005 | Dänemark: Einzelmeisterschaften der Junioren U17 | Mixed        | 1     | Mads Pieler Kolding, Holbæk / Line Damkjær Kruse, Viby J.    |
| 2005/2006 | Dänemark: Einzelmeisterschaften der Junioren U19 | Herrendoppel | 1     | Mads Pieler Kolding, Holbæk / Mads Conrad-Petersen, Erritsø  |
| 2005/2006 | Dänemark: Einzelmeisterschaften der Junioren U19 | Mixed        | 1     | Mads Pieler Kolding, Holbæk / Line Damkjær Kruse, Viby J.    |
| 2006/2007 | Dänemark: Einzelmeisterschaften der Junioren U19 | Herrendoppel | 1     | Mads Pieler Kolding, Holbæk / Mads Conrad-Petersen, Højbjerg |
| 2007      | Junioren-Europameisterschaft                     | Mixed        | 3     | Mads Kolding / Line Damkjær Kruse                            |
| 2007      | Junioren-Europameisterschaft                     | Herrendoppel | 2     | Mads Kolding / Mads Conrad                                   |
| 2007      | Greece International                             | Mixed        | 1     | Mads Pieler Kolding / Line Damkjær Kruse                     |
| 2007      | Hungarian International                          | Herrendoppel | 1     | Mads Pieler Kolding / Peter Mørk                             |
| 2009      | Dutch International                              | Herrendoppel | 1     | Mads Conrad-Petersen / Mads Pieler Kolding                   |
| 2009      | Croatian International                           | Herrendoppel | 1     | Mads Conrad-Petersen / Mads Pieler Kolding                   |
| 2009      | Czech International                              | Herrendoppel | 1     | Mads Conrad-Petersen / Mads Pieler Kolding                   |
| 2009      | Irish Open                                       | Herrendoppel | 1     | Mads Conrad-Petersen / Mads Pieler Kolding                   |
| 2009      | Scottish Open                                    | Herrendoppel | 1     | Mads Conrad-Petersen / Mads Pieler Kolding                   |
| 2009      | Dutch International                              | Herrendoppel | 1     | Mads Conrad-Petersen / Mads Pieler Kolding                   |
| 2010      | Dutch International                              | Herrendoppel | 1     | Mads Conrad-Petersen / Mads Pieler Kolding                   |
| 2010      | Swedish International                            | Mixed        | 1     | Mads Pieler Kolding / Britta Andersen                        |
| 2011      | Denmark International                            | Mixed        | 1     | Mads Pieler Kolding / Julie Houmann                          |
| 2012      | Denmark International                            | Mixed        | 1     | Mads Pieler Kolding / Julie Houmann                          |
| 2012      | Swedish International                            | Mixed        | 2     | Mads Pieler Kolding / Julie Houmann                          |
| 2012      | Denmark International                            | Herrendoppel | 1     | Mads Pieler Kolding / Christian Skovgaard                    |
| 2013      | Scottish Open 2013                               | Herrendoppel | 1     | Mads Pieler Kolding / Mads Conrad-Petersen                   |
| 2013      | Bitburger Open 2013                              | Herrendoppel | 1     | Mads Pieler Kolding / Mads Conrad-Petersen                   |